# Quilisma

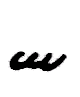
Quilisma (St. Gallen)

Das Quilisma ist eine Neume der einstimmigen Musik des Mittelalters.
Das Quilisma wird von der Schule in St. Gallen als meist dreizackiges, eher selten zweizackiges, sägezahnartiges Zeichen geschrieben, woran sich häufig ein Salicus anschließt. Die dreizackige Graphie wird auch von der Quadratnotation übernommen.

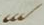
Quilisma Original (St. Gallen)

Die musikalische Bedeutung des Quilisma ist bisher noch nicht eindeutig geklärt. Die Analyse von Handschriften ergab, dass die Note(n) vor dem Quilisma fast immer gedehnt ist (sind). Schließt sich eine Einzelnote an, ist diese auch fast immer gedehnt, und folgt auf das Quilisma eine mehrtönige Neume, ist diese Gruppe in der Regel als stark artikuliert erkennbar. Dies bedeutet, dass sich in den Vornoten der Melodiefluss verlangsamt, dann Spannung aufgebaut wird, worauf eine gleitende Beschleunigung bzw. „ein leichtes Sichemporschwingen“ zur nachfolgenden Tongruppe folgt. Offenbar kennzeichnet das Quilisma einen schwachen, flüchtigen Ton mit einer Leitwirkung zum folgenden, meist eine Halbton höheren Ton. Diese Interpretation wird unter anderem von Bruno Stäblein, Finn E. Hansen und Cornelius Pouderoijen  vertreten.